# Selene (Gebäude)
Selene (früher 100 East 53rd Street), auch unter 610 Lexington Avenue bekannt, ist ein Wolkenkratzer in Manhattan in New York City. Der Wohnturm ist 216,7 Meter (711 Fuß) hoch und hat 61 Stockwerke.

## Beschreibung

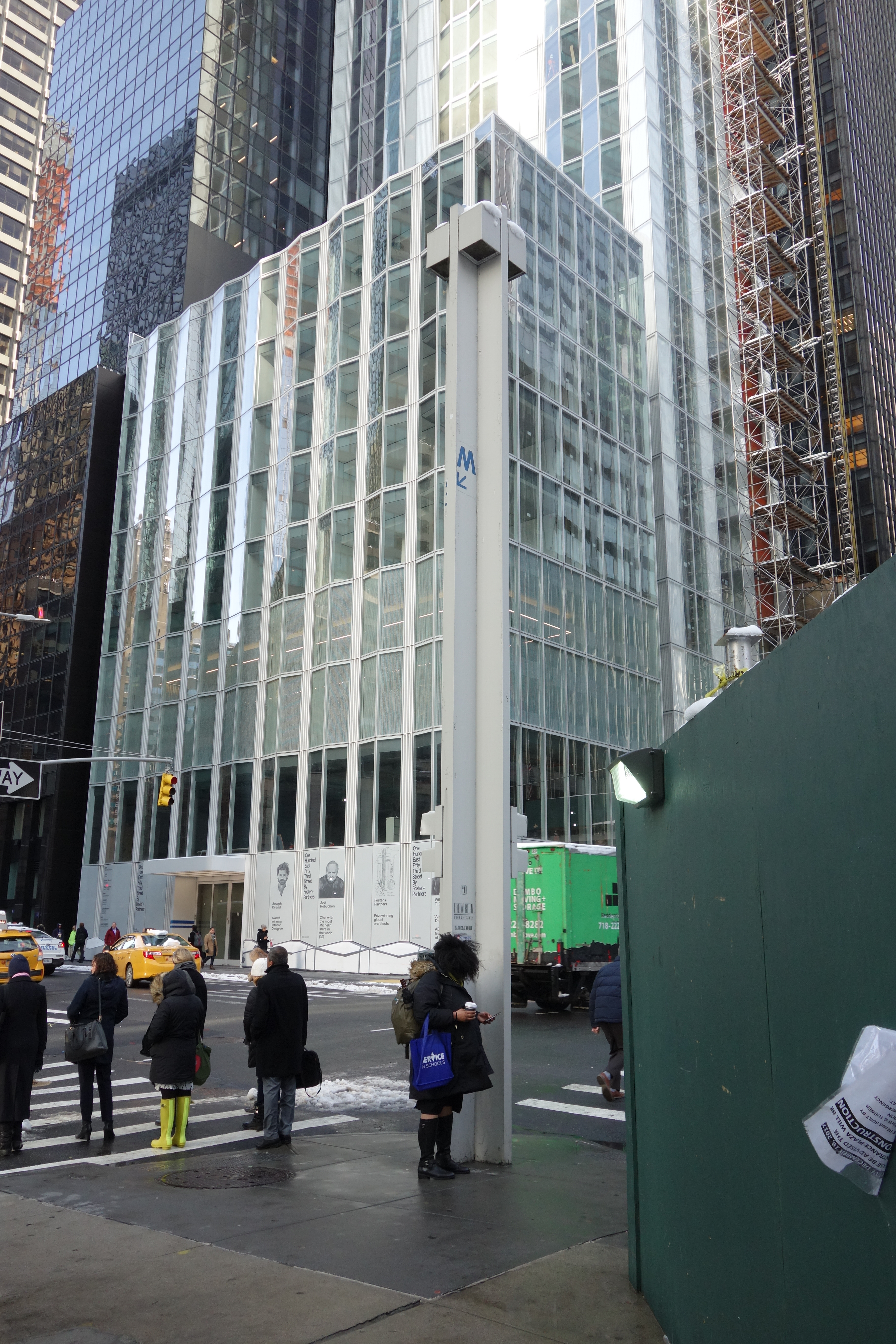
Der 9-stöckige Vorbau an der Lexington Avenue im März 2018

Der Wohnturm Selene befindet sich in Midtown Manhattan im Stadtteil Turtle Bay (Midtown East) an der Westecke der East 53rd Street/Lexington Avenue in direkter Nachbarschaft zum Seagram Building (157 m) in der Park Avenue sowie zum Citigroup Center (279 m) und 599 Lexington Avenue (199 m). Vor dem Gebäude befindet sich ein Zugang zur Station Lexington Av/53 St der New York City Subway. Hier verkehren die Linien  und  und es besteht von hier zudem eine Verbindung zur Station 51 St (Linien ).
Das Gebäude besteht aus dem 61-stöckigen Turm mit der Adresse „100 East 53rd Street“ und einem 9-stöckigen Vorbau mit der Adresse „610 Lexington Avenue“. Der Turm hat eine schlanke, minimalistische geometrische Form mit einer reinweißen Fassade mit gewelltem Glas. Das Wohngebäude beherbergt insgesamt 94 Wohneinheiten. In den obersten fünf Etagen des Vorbaus sind Lofts untergebracht. Für seine Bewohner bietet Selene auf der dritten und vierten Etage den „Atlas Club & Library“, einen 18 Meter langen Swimmingpool sowie Räume für Cardio, Fitness, Pilates-/Ballett, Yoga, Sauna, Dampfbad und Spa-Behandlung. In den ersten beiden Etagen befinden sich die Lobby und Gastronomie.
Der französische Koch Joël Robuchon mietete 2016 die ersten zwei Etagen des Gebäudes, um hier zwei Restaurants zu eröffnen. Im Mai 2019 wurde in der ersten Etage das „Le Jardinier“, ein modernes französisches Restaurant eröffnet. Im Juni 2019 folgte „Shun“, ein japanisch-französisches Restaurant eine Etage über Le Jardinier. In der zweiten Etage gibt es außerdem eine Bar und zwei private Essbereiche. Le Jardinier erhielt 2020 und 2021 einen Michelin-Stern.
Das Hochhaus-Projekt wurde 2005 erstmals vorgestellt. Es wurde von RFR Realty und Hines entwickelt und vom Architekten Norman Foster (Foster + Partners) entworfen. Zunächst sollte das Gebäude ein Hotel und Eigentumswohnungen beherbergen. Der Anfang 2008 begonnene Bau des Wolkenkratzers musste wenige Monate später wegen der Weltfinanzkrise 2007–2008 wieder eingestellt werden. Das Projekt wurde für einige Zeit auf Eis gelegt, gleichzeitig gab man die Hotelpläne auf. Ende 2012 wurde bekannt, dass die beiden Bauunternehmer Aby Rosen and Michael Fuchs (von RFR Realty LLC) die Rechte, sowie die Finanzierung des Wolkenkratzers übernommen haben. Somit waren die Kosten für den Bau abgedeckt. Im März 2013 gab das Architektenteam die finalen Pläne samt Renderings für den neuen Turm bekannt. Nach der Sicherung der Finanzierung des Turms konnten im Februar 2014 die Fundamentarbeiten fortgesetzt werden. Am 3. Januar 2016 erreichte das Gebäude seine endgültige Höhe. Der Bau konnte Anfang 2017 abgeschlossen werden und die Eröffnung fand schließlich 2019 statt. Im Februar 2022 benannte man den Wolkenkratzer in „Selene“ um.